# Генератор сигналов
Генератор сигналов — устройство, позволяющее производить (генерировать) сигнал определённой природы (электрический, акустический и т. д.), имеющий заданные характеристики (форму, энергетические или статистические характеристики и т. д.). Генераторы широко используются для преобразования сигналов, для измерений и в других областях. Состоит из источника (устройства с самовозбуждением, например, усилителя, охваченного цепью положительной обратной связи) и формирователя (например, электрического фильтра).

## Генераторы электрических колебаний
- По форме выходного сигнала:
  - Синусоидальных, гармонических колебаний (сигналов) (генератор Мейснера, генератор Хартли (индуктивная трёхточка), генератор Колпитца (ёмкостная трёхточка) и др.)[1]
  - Прямоугольных импульсов — мультивибраторы, тактовые генераторы
  - Функциональный генератор — прямоугольных, треугольных и синусоидальных импульсов
  - Генератор линейно-изменяющегося напряжения (ГЛИН)
  - Генератор шума

Существуют также генераторы более сложных сигналов, таких, как телевизионная испытательная таблица
- По частотному диапазону:
  - Низкочастотные
  - Высокочастотные
- По принципу работы:
  - Стабилизированные кварцевым резонатором — Генератор Пирса
  - Блокинг-генераторы
  - LC-генераторы
  - RC-генераторы[2][3]
  - Генераторы на туннельных диодах
- По назначению:
  - Генератор тактовых импульсов

Большинство генераторов являются преобразователями постоянного тока в переменный ток. Маломощные генераторы строят на однотактных усилительных каскадах. Более мощные однофазные генераторы строят на двухтактных (полумостовых) усилительных каскадах, которые имеют больший КПД и позволяют на транзисторах той же мощности построить генератор с приблизительно вдвое большей мощностью. Однофазные генераторы ещё большей мощности строят по четырёхтактной (полномостовой) схеме, которая позволяет приблизительно ещё вдвое увеличить мощность генератора. Ещё большую мощность имеют двухфазные и трёхфазные двухтактные (полумостовые) и четырёхтактные (полномостовые) генераторы.

### Генераторы гармонических колебаний

Обобщённая блок схема генератора электрических сигналов. Если коэффициент передачи положительной обратной связи разомкнутого контура βA(jω) более 1, то в цепи возникают незатухающие колебания.

Типичная структурная схема схемы электронного генератора синусоидального сигнала с двухполюсником с отрицательным дифференциальным сопротивлением, например, магнетрон, туннельный диод или диод Ганна. Состоит из резонансного контура или объёмного резонатора или кварцевого кристалла, соединенных с элементом отрицательног сопротивления. Постоянное напряжение смещения Vs, выводящее рабочую точку в область отрицательного сопротивления, обеспечивает питание генератор. Отрицательное сопротивление компенсирует положительное сопротивление потерь в резонансном контуре, обеспечивая непрерывные электрические колебания на резонансной частоте настроенного контура.

Генератор гармонических колебаний представляет собой усилитель с положительной обратной связью (ПОС). Термин положительная обратная связь означает, что фазовый сдвиг в петле обратной связи близок к {\displaystyle 2\pi }, то есть цепь обратной связи не инвертирует сигнал.

LC-генератор с перекрёстными связями. В этом генераторе синусоидальность выходного сигнала обеспечивается колебательным контуром в стоках транзисторов.

Необходимыми условиями для возникновения гармонических незатухающих колебаний с малыми искажениями синусоиды являются:
1. петлевой сдвиг фазы равен 360°,
2. обратная связь резонансная или квазирезонансная, как, например, в генераторе с мостом Вина, или сам усилитель является частотноизбирательным (резонансным).
3. петлевое усиление точно равно 1,
4. рабочая точка усилительного каскада находится на его линейном или приблизительно линейном участке.

Пояснения необходимости 2-го и 3-го условий:
если петлевое усиление ниже 1, то колебания затухают. Если петлевое усиление больше 1, то колебания нарастают до физического ограничения, так, амплитуда выходного напряжения усилителя не может быть больше напряжения питания, при таком ограничении форма синусоидального напряжения искажается.
Примером структур с положительной обратной связью может служить мультивибратор, или иные релаксационные генераторы, но в таких схемах применены частотно-неизбирательные обратные связи и усилители, поэтому генерируемые ими колебания далеки от синусоидальных.

## История
В 1887 году Генрих Герц на основе катушки Румкорфа изобрёл и построил искровой генератор электромагнитных волн.
В 1913 году Александр Мейснер (Германия) изобрёл электронный генератор Мейснера на ламповом каскаде с общим катодом с колебательным контуром в выходной (анодной) цепи с трансформаторной положительной обратной связью на сетку.
В 1914 году Эдвин Армстронг (США) запатентовал электронный генератор на ламповом каскаде с общим катодом с колебательным контуром во входной (сеточной) цепи с трансформаторной положительной обратной связью на сетку.
В 1915 году американский инженер из Western Electric Company Ральф Хартли, разработал ламповую схему известную как генератор Хартли, известную также как индуктивная трёхточечная схема («индуктивная трёхточка»). В отличие от схемы А. Мейсснера, в ней использовано автотрансформаторное включение контура. Рабочая частота такого генератора обычно выше резонансной частоты контура.
В 1919 году Эдвин Колпитц изобрёл генератор Колпитца на электронной лампе с подключением к колебательному контуру через ёмкостной делитель напряжения, часто называемый «ёмкостная трёхточка».
В 1932 году американец Гарри Найквист разработал теорию устойчивости усилителей, которая также применима и для описания устойчивости генераторов. (Критерий устойчивости Найквиста-Михайлова).
Позже было изобретено множество других электронных генераторов.

## Устойчивость генераторов
Устойчивость генераторов складывается из двух составляющих: устойчивость усилительного каскада по постоянному току и устойчивость генератора по переменному току.

### Фазовый анализгенератора Мейснера
Генераторы «индуктивная трёхточка» и «ёмкостная трёхточка» могут быть построены как на инвертирующих каскадах (с общим катодом, с общим эмиттером), так и на неинвертирующих каскадах (с общей сеткой, с общим анодом, с общей базой, с общим коллектором).
Каскад с общим катодом (с общим эмиттером) сдвигает фазу входного сигнала на 180°. Трансформатор, при согласном включении обмоток, сдвигает фазу ещё на приблизительно 180°. Суммарный петлевой сдвиг фазы составляет приблизительно 360°. Запас устойчивости по фазе максимален и равен почти ± 90°. Таким образом генератор Мейснера относится, с точки зрения теории автоматического управления (ТАУ), к почти идеальным генераторам. В транзисторной технике каскаду с общим катодом соответствует каскад с общим эмиттером.

### Фазовый анализ LC-генератора с СR положительной обратной связью
LC-генераторы на каскаде с общей базой наиболее высокочастотны, применяются в селекторах каналов почти всех телевизоров, в гетеродинах УКВ приёмников. Для гальванической развязки в цепи положительной обратной связи с коллектора на эмиттер стоит CR-цепочка, которая сдвигает фазу на 60°. Генератор работает, но не на частоте свободных колебаний контура, а на частоте вынужденных колебаний, из-за этого генератор излучает две частоты: большую — на частоте вынужденных колебаний и меньшую на частоте свободных колебаний контура. При первой итерации две частоты образуют четыре: две исходные и две суммарноразностные. При второй итерации четыре частоты производят ещё большее число суммарноразностных частот. В результате, при большом числе итераций получается целый спектр частот, который в приёмниках смешивается с входным сигналом и образует ещё большее число суммарноразностных частот. Затем всё это подаётся в блок обработки сигнала. Кроме этого, запас устойчивости работы по фазе этого генератора составляет +30°. Чтобы уменьшить шунтирование контура каскадом применяют частичное включение контура через ёмкостной делитель, но при этом происходит дополнительный перекос фазы. При одинаковых ёмкостях дополнительный перекос фазы составляет 45°. Суммарный петлевой сдвиг фазы 60°+45°=105° оказывается больше 90° и устройство попадает из области генераторов в область дискриминаторов, генерация срывается. При оптимально рассчитанном емкостном делителе запас устойчивости по фазе составляет менее 30°.
Генератор Мейснера на каскаде с общей базой, с частичным включением контура без перекоса фазы.
Если в «ёмкостной трёхточке» на каскаде с общей базой в цепи положительной обратной связи вместо CR-цепочки включить трансформатор со встречным включением обмоток, то петлевой сдвиг фазы составит около 360°. Генератор станет почти идеальным. Чтобы уменьшить шунтирование контура каскадом и не внести дополнительного перекоса фазы, нужно применить частичное включение контура без дополнительного перекоса фазы через два симметричных отвода от катушки индуктивности. Такой генератор излучает одну частоту и имеет наибольший запас устойчивости по фазе (± 90°).

## Применение
Далеко не полный список устройств, в которых применяются генераторы сигналов:
- Устройства связи — радиоприемники (гетеродин в супергетеродинных радиоприёмниках), телевизионные приемники, мобильные телефоны, приёмопередатчики, аппаратура передачи данных и др.
- Цифровая и вычислительная техника обязательно содержит генератор тактовых импульсов.
- Импульсные источники питания, инверторы, источники бесперебойного электропитания.
- Измерительные приборы — осциллографы, измерительные вольтметры, амперметры и др.
- Медицинское оборудование — электрокардиографы, томографы, рентгенографы, электронные тонометры, аппараты для ультразвукового исследования (УЗИ), физиотерапевтические приборы и др.
- Эхолоты.
- Бытовая техника — программируемые стиральные машины, СВЧ-печи, посудомоечные машины и др.

## Электромагнитная совместимость
Устройства, имеющие в своём составе генератор сигналов, потенциально способны создавать электромагнитные помехи другим электронным устройствам, поэтому при их разработке и эксплуатации приходится учитывать вопросы электромагнитной совместимости.